# اچ‌ام‌اس پگاسوس (۱۷۷۸)
اچ‌ام‌اس پگاسوس (۱۷۷۸) (به انگلیسی: HMS Pegasus (1778)) یک کشتی بود که طول آن ۱۲۰ فوت ۶ اینچ (۳۶٫۷۳ متر) بود. این کشتی در سال ۱۷۷۸ ساخته شد.